# All Aboard
All Aboard er en amerikansk stumfilm fra 1917 af Alfred J. Goulding.

## Medvirkende
- Harold Lloyd
- Snub Pollard
- Bebe Daniels
- Gus Leonard
- Charles Stevenson